# Ausztrália közigazgatási egységei

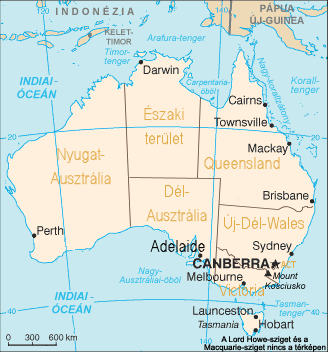
Ausztrália államai és területei

Az ausztrál szövetségi államok és területek kialakulásának folyamatábrája

Ausztrália közigazgatási rendszere háromszintű: az Ausztrál Államszövetség központi kormányzata alatt helyezkednek el a szövetségi államok és területek, ezek alatt pedig a helyi önkormányzatok „(községek)”, azaz alapfokú közigazgatási egységek, amelyekhez számos település tartozik. A szövetségi államok és területek az önkormányzati rendszerük kialakításánál jelentős önállóságot élveznek. A községi önkormányzatok jellegének meghatározására főleg a shire - falu, illetve a city - város kifejezéseket használják.

## A közigazgatás szerkezete
Ausztráliában a közigazgatás élén a központi kormány áll. Az alkotmány értelmében a hat szövetségi állam – Új-Dél-Wales (NSW), Queensland (QLD), Dél-Ausztrália (SA), Tasmania (TAS), Victoria (VIC) és Nyugat-Ausztrália (WA) – korlátlan törvényhozási jogosítványokkal rendelkezik. A három szárazföldi szövetségi terület, az Ausztráliai fővárosi terület (ACT), Északi terület (NT), és a Jervis Bay terület (JBT) törvényhozása által hozott döntéseket a központi kormány felülvizsgálhatja.
A központi törvényhozás csak az alkotmány által meghatározott témakörökben hozhat döntéseket, amelyekkel kapcsolatban a tagállamok szuverenitásuk vonatkozó részéről lemondtak az államszövetség javára. Ugyanakkor az összállami törvények elsőbbséget élveznek a tagállami törvényekkel szemben.

## Ausztrália szövetségi államai
| Zászló | Állam             | Postai kód | ISO kód | Főváros   | Lakosság (June 2021) | Terület (km2) | Helyek a központi parlamentben | Kormányzó        | Miniszterelnök                |
| ------ | ----------------- | ---------- | ------- | --------- | -------------------- | ------------- | ------------------------------ | ---------------- | ----------------------------- |
|        | Új-Dél-Wales      | NSW        | AU-NSW  | Sydney    | 8 189 266            | 809 952       | 47                             | Margaret Beazley | Dominic Perrottet (Liberal)   |
|        | Queensland        | QLD        | AU-QLD  | Brisbane  | 5 221 170            | 1 851 736     | 30                             | Jeannette Young  | Annastacia Palaszczuk (Labor) |
|        | Dél-Ausztrália    | SA         | AU-SA   | Adelaide  | 1 773 243            | 1 044 353     | 10                             | Frances Adamson  | Steven Marshall (Liberal)     |
|        | Tasmania          | TAS        | AU-TAS  | Hobart    | 541 479              | 90 758        | 5                              | Barbara Baker    | Peter Gutwein (Liberal)       |
|        | Victoria          | VIC        | AU-VIC  | Melbourne | 6 649 159            | 237 657       | 38                             | Linda Dessau     | Daniel Andrews (Labor)        |
|        | Nyugat-Ausztrália | WA         | AU-WA   | Perth     | 2 681 633            | 2 642 753     | 16                             | Kim Beazley      | Mark McGowan (Labor)          |

### Belső szövetségi területek
| Zászló | Terület                      | Postai kód | ISO kód | Főváros (vagy Legnagyobb település) | Lakosság (June 2021) | Terület (km2) | Helyek a központi parlamentben | A terület kinevezett vezetője (Administrator) | Főminiszter            | Főminiszter |
| ------ | ---------------------------- | ---------- | ------- | ----------------------------------- | -------------------- | ------------- | ------------------------------ | --------------------------------------------- | ---------------------- | ----------- |
|        | Ausztráliai fővárosi terület | ACT        | AU-ACT  | Canberra                            | 432 266              | 2 358         | 3                              | None                                          | Andrew Barr (Labor)    |             |
|        | Jervis Bay terület           | ACT        | AU-JBT  | Nincs (Jervis Bay Village)          | 405                  | 67            | (Part of Division of Fenner)   | Nincs (Az államszövetség igazgatása alatt)    | Nincs                  | Nincs       |
|        | Északi terület               | NT         | AU-NT   | Darwin                              | 246 338              | 1 419 630     | 2                              | Vicki O'Halloran                              | Michael Gunner (Labor) |             |

### Külső területek
| Zászló | Terület                           | Postai kód | ISO kód | Főváros (vagy a legnagyobb település) | Népesség (Jun 2018) | Terület (km2) | A terület kinevezett vezetője (Administrator) | Önkormányzati vezető |
| ------ | --------------------------------- | ---------- | ------- | ------------------------------------- | ------------------- | ------------- | --------------------------------------------- | -------------------- |
|        | Ashmore- és Cartier-szigetek      | –          | –       | None (offshore anchorage)             | 0                   | 199           | None                                          | None                 |
|        | Ausztrál antarktiszi terület      | TAS        | AQ      | None (Davis Station)                  | 60                  | 5,896,500     | None                                          | None                 |
|        | Karácsony-sziget                  | WA         | CX      | Flying Fish Cove                      | 1 938               | 135           | Natasha Griggs                                | Gordon Thompson      |
|        | Kókusz (Keeling)-szigetek         | WA         | CC      | West Island                           | 547                 | 14            | Natasha Griggs                                | Seri Wati Iku        |
|        | Korall-tengeri-szigetek           | –          | –       | None (Willis Island)                  | 4                   | 780 000       | None                                          | None                 |
|        | Heard-sziget és McDonald-szigetek | TAS        | HM      | None (Atlas Cove)                     | 0                   | 372           | None                                          | None                 |
|        | Norfolk-sziget                    | NSW        | NF      | Kingston                              | 1 758               | 35            | Eric Hutchinson                               | Robin Adams (mayor)  |

A külterületek mindegyikének a helyzetét szövetségi törvény szabályozza.
Az Ausztrál antarktiszi terület státusza függőben van, mivel az 1961-es Antarktisz-egyezmény értelmében az összes, a Déli-sarkvidékre vonatkozó, sok esetben egymást átfedő területi igényeket a résztvevő államok kölcsönösen felfüggesztették.
A Norfolk-sziget státusza ellentmondásos, mivel a lakossága ellenzi a terület integrálását Ausztráliába.

## Térképek
Ausztrália közigazgatási felosztása
| 1. Ashmore- és Cartier-szigetek 2. Ausztrál antarktiszi terület – Mawson Station 3. Ausztráliai fővárosi terület 1 – Canberra 4. Karácsony-sziget – Flying Fish Cove 5. Kókusz (Keeling)-szigetek – West Island 6. Korall-tengeri-szigetek – Willis Island 7. Heard-sziget és McDonald-szigetek – Atlas Cove 8. Jervis Bay Territory – Jervis Bay Village | 9. Új-Dél-Wales 2 – Sydney 10. Norfolk-sziget – Kingston 11. Északi terület 8 – Darwin 12. Queensland 4 – Brisbane 13. Dél-Ausztrália 5 – Adelaide 14. Tasmania 7 – Hobart 15. Victoria 3 – Melbourne 16. Nyugat-Ausztrália 6 – Perth |

### Összehasonlító táblázat
| Megnevezés                   | Állam/Terület típusa                            | A királynőhöz való kötődés           | Helytartó                        | Kormányfő      | A parlament felső háza      | A parlament alsó háza | Képviselő | Képviselő                |
| Ausztrália                   | Szövetségi kormány                              | Közvetlen                            | Főkormányzó                      | Miniszterelnök | Szenátus                    | Képviselőház          | Szenátor  | Képviselő                |
| ---------------------------- | ----------------------------------------------- | ------------------------------------ | -------------------------------- | -------------- | --------------------------- | --------------------- | --------- | ------------------------ |
| Dél-Ausztrália               | Szövetségi állam                                | Közvetlen                            | Kormányzó                        | Miniszterelnök | Törvényhozó Tanács          | Országgyűlés          | Tanácsnok | Országgyűlési képviselő  |
| Tasmánia                     | Szövetségi állam                                | Közvetlen                            | Kormányzó                        | Miniszterelnök | Törvényhozó Tanács          | Országgyűlés          | Tanácsnok | Országgyűlési képviselő  |
| Új-Dél-Wales                 | Szövetségi állam                                | Közvetlen                            | Kormányzó                        | Miniszterelnök | Törvényhozó Tanács          | Törvényhozó Gyűlés    | Tanácsnok | Törvényhozó Gyűlés tagja |
| Victoria                     | Szövetségi állam                                | Közvetlen                            | Kormányzó                        | Miniszterelnök | Törvényhozó Tanács          | Törvényhozó Gyűlés    | Tanácsnok | Törvényhozó Gyűlés tagja |
| Nyugat-Ausztrália            | Szövetségi állam                                | Közvetlen                            | Kormányzó                        | Miniszterelnök | Törvényhozó Tanács          | Törvényhozó Gyűlés    | Tanácsnok | Törvényhozó Gyűlés tagja |
| Queensland                   | Szövetségi állam                                | Közvetlen                            | Kormányzó                        | Miniszterelnök | Nincs (1922-ben eltörölték) | Törvényhozó Gyűlés    | Nincs     | Képviselő                |
| Ausztráliai fővárosi terület | Önkormányzattal rendelkező terület              | Nincs                                | Országgyűlés és a miniszterelnök | Miniszterelnök | Nincs                       | Törvényhozó Gyűlés    | Nincs     | Törvényhozó Gyűlés tagja |
| Északi terület               | Önkormányzattal rendelkező terület              | Közvetett (a főkormányzón keresztül) | Helytartó                        | Miniszterelnök | Nincs                       | Törvényhozó Gyűlés    | Nincs     | Törvényhozó Gyűlés tagja |
| Norfolk-sziget               | Tengerentúli önkormányzattal rendelkező terület | Közvetett (a főkormányzón keresztül) | Helytartó                        | Miniszterelnök | Nincs                       | Törvényhozó Gyűlés    | Nincs     | Törvényhozó Gyűlés tagja |
| Karácsony-sziget             | Tengerentúli terület                            | Közvetett (a főkormányzón keresztül) | Helytartó                        |                | Nincs                       | Önkormányzati tanács  | Nincs     | Tanácsnok                |
| Kókusz (Keeling)-szigetek    | Tengerentúli terület                            | Közvetett (a főkormányzón keresztül) | Helytartó                        |                | Nincs                       | Önkormányzati tanács  | Nincs     | Tanácsnok                |

## Ausztráliai fővárosi terület közigazgatási területei
Az Ausztráliai fővárosi terület 9 kerületre osztható fel, amely a főváros további 103 külvárosára, illetve városrészeire bontható.
| Kerület neve            | Terület (km2) | Népessége (fő) | Népsűrűsége (fő/km2) |
| ----------------------- | ------------- | -------------- | -------------------- |
| Belconnen kerület       | -             | 82247          | -                    |
| Gungahlin kerület       | -             | 32550          | -                    |
| Kowen kerület           | -             | -              | -                    |
| Molonglo Valley kerület | -             | 73000          | -                    |
| North Canberra kerület  | -             | 42113          | -                    |
| South Canberra kerület  | -             | 23668          | -                    |
| Tuggeranong kerület     | 72,74         | 87119          | 1197,67              |
| Weston Creek kerület    | -             | 22717          | -                    |
| Woden Valley kerület    | 28,7          | 31991          | 1114,66              |

## Dél-Ausztrália szövetségi állam közigazgatási területei
Dél-Ausztrália 74 önálló közigazgatási területből áll.

## Victoria szövetségi állam közigazgatási egységei
Victoria szövetségi államnak 79 önkormányzattal rendelkező alapfokú közigazgatási területe (Local Government Areas, LGA) („község”) van. Ezek különböző típusúak: városok (cities, 34), községek (shires, 38), vidéki városok (rural cities, 6) és körzetek (boroughs, 1). Irányító önkormányzati testületeiket tanácsoknak (council) nevezik.
A szövetségi állam székhelye és egyben legnépesebb városa Melbourne.

## Új-Dél-Wales szövetségi állam közigazgatási egységei
| Blue Mountains régió kistérségei | Blue Mountains régió kistérségei | Blue Mountains régió kistérségei | Blue Mountains régió kistérségei | Blue Mountains régió kistérségei |
| Kistérség                        | Székhelye                        | Terület (km)                     | Népesség (fő)                    | Népsűrűség (fő/km)               |
| -------------------------------- | -------------------------------- | -------------------------------- | -------------------------------- | -------------------------------- |
| Blue Mountains                   | Katoomba                         | 11 400                           | 162 000                          | 14,21                            |

| Central Coast régió kistérségei | Central Coast régió kistérségei | Central Coast régió kistérségei | Central Coast régió kistérségei | Central Coast régió kistérségei |
| Kistérség                       | Székhelye                       | Terület (km)                    | Népesség (fő)                   | Népsűrűség (fő/km)              |
| ------------------------------- | ------------------------------- | ------------------------------- | ------------------------------- | ------------------------------- |
| Gosford                         | Gosford                         | 940                             | 166 626                         | 173                             |
| Wyong                           | Wyong                           | 827                             | 149 382                         | 180                             |

| Central West régió kistérségei | Central West régió kistérségei | Central West régió kistérségei | Central West régió kistérségei | Central West régió kistérségei |
| Kistérség                      | Székhelye                      | Terület (km)                   | Népesség (fő)                  | Népsűrűség (fő/km)             |
| ------------------------------ | ------------------------------ | ------------------------------ | ------------------------------ | ------------------------------ |
| Bathurst                       | Bathurst                       | 3820                           | 39 339                         | 10,29                          |
| Bland                          | West Wyalong                   | 8560                           | 6407                           | 0,74                           |
| Blayney                        | Blayney                        | 1525                           | 7180                           | 4,7                            |
| Cabonne                        | Molong                         | 6026                           | 13 246                         | 2,19                           |
| Cowra                          | Cowra                          | 2810                           | 12 945                         | 4,6                            |
| Forbes                         | Forbes                         | 4720                           | 4669                           | 0,989                          |
| Lachlan                        | Condobolin                     | 7431                           | 6872                           | 0,924                          |
| Lithgow                        | Lithgow                        | 4551                           | 20 980                         | 4,6                            |
| Mid Western                    | Mudgee                         | 8737                           | 22 677                         | 2,59                           |
| Oberon                         | Oberon                         | 3659                           | 5391                           | 1,47                           |
| Orange                         | Orange                         | 285                            | 38 685                         | 135,7                          |
| Parkes                         | Parkes                         | 5958                           | 15 052                         | 2,52                           |
| Weddin                         | Grenfell                       | 3410                           | 3751                           | 1,1                            |

| Far West régió kistérségei | Far West régió kistérségei | Far West régió kistérségei | Far West régió kistérségei | Far West régió kistérségei |
| Kistérség                  | Székhelye                  | Terület (km)               | Népesség (fő)              | Népsűrűség (fő/km)         |
| -------------------------- | -------------------------- | -------------------------- | -------------------------- | -------------------------- |
| Broken Hill                | Broken Hill                | 170                        | 19 960                     | 120                        |
| Central Darling            | Wilcannia                  | 53 511                     | 2019                       | 0,05                       |
| Unincorporated Far West    |                            | 93 300,3                   | 1116                       | 0,01                       |
| Wentworth                  | Wentworth                  | 26 269                     | 7127                       | 0,26                       |

| Hunter régió kistérségei | Hunter régió kistérségei | Hunter régió kistérségei | Hunter régió kistérségei | Hunter régió kistérségei |
| Kistérség                | Székhelye                | Terület (km)             | Népesség (fő)            | Népsűrűség (fő/km)       |
| ------------------------ | ------------------------ | ------------------------ | ------------------------ | ------------------------ |
| Cessnock                 | Cessnock                 | 1966                     | 50 834                   | 25,4                     |
| Dungog                   | Dungog                   | 2251                     | 8 646                    | 3,72                     |
| Lake Macquarie           | Speers point             | 644                      | 199 277                  | 309,44                   |
| Maitland                 | Maitland                 | 392                      | 69 154                   | 176,41                   |
| Muswellbrook             | Muswellbrook             | 3406                     | 16 391                   | 4,81                     |
| Newcastle                | Newcastle                | 183                      | 154 777                  | 834,2                    |
| Singleton                | Singleton                | 4893                     | 23 000                   | 4,7                      |
| Upper Hunter             | Scone                    | 8071                     | 14 043                   | 1,7                      |

| Illawarra régió kistérségei | Illawarra régió kistérségei | Illawarra régió kistérségei | Illawarra régió kistérségei | Illawarra régió kistérségei |
| Kistérség                   | Székhelye                   | Terület (km)                | Népesség (fő)               | Népsűrűség (fő/km)          |
| --------------------------- | --------------------------- | --------------------------- | --------------------------- | --------------------------- |
| Kiama                       | Kiama                       | 258                         | 20 641                      | 80                          |
| Shellharbour                | Shellharbour                | 147                         | 70 000                      | 476,19                      |
| Shoalhaven                  | Nowra                       | 4568                        | 95 000                      | 20,79                       |
| Wingecarribee               | Moss Vale                   | 2689                        | 46 364                      | 16,5                        |
| Wollongong                  | Wollongong                  | 684                         | 203 487                     | 297,49                      |

| MacArthur régió kistérségei | MacArthur régió kistérségei | MacArthur régió kistérségei | MacArthur régió kistérségei | MacArthur régió kistérségei |
| Kistérség                   | Székhelye                   | Terület (km)                | Népesség (fő)               | Népsűrűség (fő/km)          |
| --------------------------- | --------------------------- | --------------------------- | --------------------------- | --------------------------- |
| Wollondilly                 | Picton                      | 2560                        | 43 278                      | 16,9                        |

| Metropolitan Sydney régió kistérségei | Metropolitan Sydney régió kistérségei | Metropolitan Sydney régió kistérségei | Metropolitan Sydney régió kistérségei | Metropolitan Sydney régió kistérségei |
| Kistérség                             | Székhelye                             | Terület (km)                          | Népesség (fő)                         | Népsűrűség (fő/km)                    |
| ------------------------------------- | ------------------------------------- | ------------------------------------- | ------------------------------------- | ------------------------------------- |
| Ashfield                              | Ashfield                              | 3,5                                   | 21 000                                | 6000                                  |
| Auburn                                | Auburn                                | 32                                    | 78 597                                | 2456                                  |
| Bankstown                             | Bankstown                             | 77                                    | 186 108                               | 2266                                  |
| Bega Valley                           | Bega                                  | 6280                                  | 33 451                                | 5,326                                 |
| Blacktown                             | Blacktown                             | 240                                   | 307 816                               | 1282,6                                |
| Botany Bay                            | Mascot                                | 22                                    | 39 664                                | 1700                                  |
| Burwood                               | Burwood                               | 7                                     | 33 803                                | 4829                                  |
| Campbelltown                          | Campbelltown                          | 312                                   | 152 107                               | 483                                   |
| Camden                                | Camden                                | 201                                   | 55 243                                | 246                                   |
| Canada Bay                            | Drummoyne                             | 20                                    | 78 735                                | 3936,8                                |
| Canterbury                            | Campsie                               | 34                                    | 143 111                               | 4000                                  |
| Eurobodalla                           | Moruya                                | 3422                                  | 37 442                                | 10,94                                 |
| Fairfield                             | Wakeley                               | 102                                   | 194 543                               | 1850                                  |
| Hawkesbury                            | Windsor                               | 2776                                  | 63 552                                | 22,89                                 |
| Hornsby                               | Hornsby                               | 462                                   | 164 034                               | 338                                   |
| Hunter's Hill                         | Hunter's Hill                         | 6                                     | 14 467                                | 2282                                  |
| Hurtsville                            | Hurtsville                            | 23                                    | 79 648                                | 3300                                  |
| Kogarah                               | Kogarah                               | 19,51                                 | 58 137                                | 3236,7                                |
| Ku-ring-gai                           | Gordon                                | 86                                    | 111 400                               | 1300                                  |
| Lane Cove                             | Lane Cove                             | 11                                    | 32 501                                | 3055                                  |
| Leichardt                             | Leichardt                             | 11                                    | 54 525                                | 4600                                  |
| Liverpool                             | Liverpool                             | 305,5                                 | 182 261                               | 596,59                                |
| Manly                                 | Manly                                 | 15                                    | 40 939                                | 2600                                  |
| Marrickville                          | Petersham                             | 17                                    | 78 271                                | 4570,2                                |
| Mosman                                | Mosman                                | 9                                     | 28 767                                | 3000                                  |
| North Sydney                          | North Sydney                          | 10,9                                  | 63 914                                | 5863,66                               |
| Parramatta                            | Parramatta                            | 61                                    | 172 333                               | 2825                                  |
| Penrith                               | Penrith                               | 404,9                                 | 184 611                               | 446                                   |
| Pittwater                             | Mona Vale                             | 91                                    | 58 818                                | 530                                   |
| Randwick                              | Randwick                              | 36                                    | 131 714                               | 3500                                  |
| Rockdale                              | Rockdale                              | 28                                    | 102 211                               | 3650                                  |
| Ryde*                                 | Ryde                                  | 40 651                                | 104 955                               | 2360                                  |
| Strathfield                           | Strathfield                           | -                                     | -                                     | -                                     |
| Sutherland                            | Sutherland                            | 335                                   | 219 828                               | 642                                   |
| Sydney*                               | Sydney                                | 25                                    | 182 226                               | 7289                                  |
| The Hills                             | Castle Hill                           | -                                     | -                                     | -                                     |
| Warringah                             | Dee Why                               | 150                                   | 144 092                               | 918                                   |
| Waverley                              | Bondi Junction*                       | 9                                     | 68 316                                | 7000                                  |
| Willoughby                            | Willoughby                            | 22,6                                  | 69 269                                | 2800                                  |
| Woolahra                              | Double Bay                            | 12                                    | 55 228                                | 4400                                  |

| Mid North Coast régió kistérségei | Mid North Coast régió kistérségei | Mid North Coast régió kistérségei | Mid North Coast régió kistérségei | Mid North Coast régió kistérségei |
| Kistérség                         | Székhelye                         | Terület (km)                      | Népesség (fő)                     | Népsűrűség (fő/km)                |
| --------------------------------- | --------------------------------- | --------------------------------- | --------------------------------- | --------------------------------- |
| Bellingan                         | Bellingan                         | 1602                              | 13369                             | 8,34                              |
| Coffs Harbour                     | Coffs Harbour                     | 1175                              | 71677                             | 55,24                             |
| Glouchester                       | Glouchester                       | 2952                              | 5094                              | 1,725                             |
| Greater Taree                     | Taree                             | 3730                              | 48 503                            | 13                                |
| Great Lakes                       | Forster                           | 3376                              | 35 487                            | 10,51                             |
| Kempsey                           | Kempsey                           | 3380                              | 29 331                            | 8,67                              |
| Nambucca                          | Macksville                        | 1491                              | 19186                             | 12,86                             |
| Port Macquarie-Hastings           | Port Macquarie                    | 3686,1                            | 75 104                            | 20,37                             |
| Port Stephens                     | Raymond Terrace                   | 979                               | 67 825                            | 61,78                             |

| Monaro régió kistérségei | Monaro régió kistérségei | Monaro régió kistérségei | Monaro régió kistérségei | Monaro régió kistérségei |
| Kistérség                | Székhelye                | Terület (km)             | Népesség (fő)            | Népsűrűség (fő/km)       |
| ------------------------ | ------------------------ | ------------------------ | ------------------------ | ------------------------ |
| Bombala                  | Bombala                  | 3945                     | 2615                     | 0,66                     |
| Cooma-Monaro             | Cooma                    | 5229                     | 10 416                   | 1,99                     |
| Queanbeyan               | Queanbeyan*              | 172                      | 40 661                   | 236,40                   |
| Snowy River              | Berridale                | 6030                     | 8061                     | 1,33                     |

| New England régió kistérségei | New England régió kistérségei | New England régió kistérségei | New England régió kistérségei | New England régió kistérségei |
| Kistérség                     | Székhelye                     | Terület (km)                  | Népesség (fő)                 | Népsűrűség (fő/km)            |
| ----------------------------- | ----------------------------- | ----------------------------- | ----------------------------- | ----------------------------- |
| Armidale Dumaresq             | Armidale                      | 4235                          | 25 696                        | 6,67                          |
| Glenn Innes Severn            | Glenn Innes                   | 5487                          | 9257                          | 1,68                          |
| Guyra                         | Guyra                         | 4395                          | 4521                          | 1,028                         |
| Gwydir                        | Bingara                       | 9452,8                        | 5425                          | 0,57                          |
| Tamworth                      | Tamworth                      | 9892,3                        | 59 461                        | 6,01                          |
| Tenterfield                   | Tenterfield                   | 7332                          | 7024                          | 0,95                          |
| Uralla                        | Uralla                        | 3230                          | 6238                          | 1,931                         |
| Walcha                        | Walcha                        | 6267                          | 3286                          | 0,52                          |

| Northern Rivers régió kistérségei | Northern Rivers régió kistérségei | Northern Rivers régió kistérségei | Northern Rivers régió kistérségei | Northern Rivers régió kistérségei |
| Kistérség                         | Székhelye                         | Terület (km)                      | Népesség (fő)                     | Népsűrűség (fő/km)                |
| --------------------------------- | --------------------------------- | --------------------------------- | --------------------------------- | --------------------------------- |
| Clarence Valley                   | Grafton                           | 10441                             | 52054                             | 4,98                              |
| Kyogle                            | Kyogle                            | 3589                              | 9824                              | 2,73                              |
| Lismore                           | Goonellabah                       | 1290                              | 46 645                            | 36,15                             |
| Richmond Valley                   | Casino                            | 3051                              | 22934                             | 7,516                             |
| Tweed                             | Murvilumbah                       | 1321                              | 88993                             | 67,37                             |

| North West Slopes régió kistérségei | North West Slopes régió kistérségei | North West Slopes régió kistérségei | North West Slopes régió kistérségei | North West Slopes régió kistérségei |
| Kistérség                           | Székhelye                           | Terület (km)                        | Népesség (fő)                       | Népsűrűség (fő/km)                  |
| ----------------------------------- | ----------------------------------- | ----------------------------------- | ----------------------------------- | ----------------------------------- |
| Inverell                            | Inverell                            | 8606                                | 16703                               | 1,94                                |
| Liverpool Plains                    | Quirindi                            | 5086                                | 7941                                | 1,55                                |
| Moree Plains                        | Moree                               | 17 928                              | 14 406                              | 0,80                                |
| Narrabri                            | Narrabri                            | 4994                                | 12 162                              | 2,435                               |

| Orana régió kistérségei | Orana régió kistérségei | Orana régió kistérségei | Orana régió kistérségei | Orana régió kistérségei |
| Kistérség               | Székhelye               | Terület (km)            | Népesség (fő)           | Népsűrűség (fő/km)      |
| ----------------------- | ----------------------- | ----------------------- | ----------------------- | ----------------------- |
| Bogan                   | Nyngan                  | 14 611                  | 3003                    | 0,21                    |
| Bourke                  | Bourke                  | 41 679                  | 3070                    | 0,09                    |
| Brewarinna              | Brewarinna              | 19 188                  | 1911                    | 0,11                    |
| Cobar                   | Cobar                   | 44 065                  | 5166                    | 0,11                    |
| Coonamble               | Coonamble               | 9926                    | 4306                    | 0,46                    |
| Dubboo                  | Dubboo                  | 3425                    | 41 211                  | 12,032                  |
| Gilgandra               | Gilgandra               | 4836                    | 4669                    | 0,97                    |
| Narromine               | Narromine               | 5264                    | 6818                    | 1,297                   |
| Walgett                 | Walgett                 | 22 336                  | 7209                    | 0,37                    |
| Warren                  | Warren                  | 10 760                  | 2833                    | 0,29                    |
| Warrumbungle            | Coonabarabran           | 12 380                  | 10 323                  | 0,83                    |
| Wellington              | Wellington              | 4113                    | 8904                    | 2,16                    |

| Riverina régió kistérségei | Riverina régió kistérségei | Riverina régió kistérségei | Riverina régió kistérségei | Riverina régió kistérségei |
| Kistérség                  | Székhelye                  | Terület (km)               | Népesség (fő)              | Népsűrűség (fő/km)         |
| -------------------------- | -------------------------- | -------------------------- | -------------------------- | -------------------------- |
| Albury                     | Albury                     | 313                        | 50 522                     | 161,41                     |
| Balranald                  | Balranald                  | 21 699                     | 2479                       | 0,13                       |
| Berrigan                   | Berrigan                   | 2067                       | 8591                       | 4,156                      |
| Carrathool                 | Goolgowi                   | 18 932,61                  | 2964                       | 0,15                       |
| Congaroo                   | Congaroo                   | 8751                       | 1700                       | 0,16                       |
| Coolamon                   | Coolamon                   | 2433                       | 4127                       | 1,69                       |
| Corowa                     | Corowa                     | 2324                       | 11 685                     | 5,027                      |
| Greater Hume               | Holbrook                   | 5746                       | 10 400                     | 1,80                       |
| Griffith                   | Griffith                   | 1640,05                    | 25 703                     | 15,67                      |
| Gundagai                   | Gundagai                   | 2458                       | 3870                       | 1,57                       |
| Hay                        | Hay                        | 11 325,89                  | 3370                       | 0,34                       |
| Jerilderie                 | Jerilderie                 | 3375                       | 1676                       | 0,496                      |
| Leeton*                    | Leeton                     | 1167,2                     | 11 906                     | 10,2                       |
| Lockhart                   | Lockhart                   | 2895,32                    | 3299                       | 1,139                      |
| Murray                     | Mathoura                   | 4345                       | 7236                       | 1,5                        |
| Murrumbidgee               | Darlington Point           | 3504,58                    | 2556                       | 0,729                      |
| Narrandera                 | Narrandera                 | 4116,02                    | 6262                       | 1,521                      |
| Temora                     | Temora                     | 2802                       | 6158                       | 2,19                       |
| Tumbarumba                 | Tumbarumba                 | 4392                       | 3735                       | 0,85                       |
| Urana                      | Urana                      | 3357                       | 1269                       | 0,37                       |
| Wagga Wagga                | Wagga Wagga                | 4823,92                    | 62 904                     | 13,04                      |
| Wakool                     | Moulamein                  | 7520                       | 4427                       | 1,55                       |

| Southern Tablelands régió kistérségei | Southern Tablelands régió kistérségei | Southern Tablelands régió kistérségei | Southern Tablelands régió kistérségei | Southern Tablelands régió kistérségei |
| Kistérség                             | Székhelye                             | Terület (km)                          | Népesség (fő)                         | Népsűrűség (fő/km)                    |
| ------------------------------------- | ------------------------------------- | ------------------------------------- | ------------------------------------- | ------------------------------------- |
| Goulburn Mulwaree                     | Goulburn                              | 3320                                  | 28 349                                | 8,42                                  |
| Pelarang                              | Bungendore                            | 5134                                  | 14 323                                | 2,78                                  |
| Upper Lachlan                         | Crookwell                             | 7102                                  | 7512                                  | 1,05                                  |
| Yass Valley                           | Yass                                  | 3999                                  | 14 796                                | 3,699                                 |

| South West Slopes régió kistérségei | South West Slopes régió kistérségei | South West Slopes régió kistérségei | South West Slopes régió kistérségei | South West Slopes régió kistérségei |
| Kistérség                           | Székhelye                           | Terület (km)                        | Népesség (fő)                       | Népsűrűség (fő/km)                  |
| ----------------------------------- | ----------------------------------- | ----------------------------------- | ----------------------------------- | ----------------------------------- |
| Boorowa                             | Boorowa                             | 2579                                | 2452                                | 0,95                                |
| Cootamundra                         | Cootamundra                         | 1524                                | 7703                                | 5,05                                |
| Harden                              | Harden                              | 1869                                | 3624                                | 1,939                               |
| Junee                               | Junee                               | 2031                                | 6283                                | 3,09                                |
| Tumut                               | Tumut                               | 4566                                | 11 396                              | 2,49                                |
| Young                               | Young                               | 2694                                | 12 861                              | 4,77                                |

## Táblázatok
| Szövetségi állam             | Terület (km²) | Területi rangsor | Népesség (2006) | Népességi rangsor | Népsűrűség (fő/km²) | Népsűrűségi rangsor | Székhely népessége az állam népességének arányában |
| ---------------------------- | ------------- | ---------------- | --------------- | ----------------- | ------------------- | ------------------- | -------------------------------------------------- |
| Nyugat-Ausztrália            | 2 529 875     | 1.               | 2 163 200       | 4.                | 0,79                | 7.                  | 73,4%                                              |
| Queensland                   | 1 730 648     | 2.               | 4 279 400       | 3.                | 2,26                | 5.                  | 46%                                                |
| Északi terület               | 1 349 129     | 3.               | 219 900         | 8.                | 0,15                | 8.                  | 54%                                                |
| Dél-Ausztrália               | 983 482       | 4.               | 1 601 800       | 5.                | 1,56                | 6.                  | 73,5%                                              |
| Új-Dél-Wales                 | 800 642       | 5.               | 6 967 200       | 1.                | 8,44                | 3.                  | 63%                                                |
| Victoria                     | 227 416       | 6.               | 5 297 600       | 2.                | 22                  | 2.                  | 71%                                                |
| Tasmania                     | 68 401        | 7.               | 498 200         | 6.                | 7,08                | 4.                  | 41%                                                |
| Ausztráliai fővárosi terület | 2 358         | 8.               | 344 200         | 7.                | 137,53              | 1.                  | 99,6%                                              |

## Fordítás
- Ez a szócikk részben vagy egészben  a   States and territories of Australia című angol Wikipédia-szócikk ezen változatának fordításán alapul.  Az eredeti cikk szerkesztőit annak laptörténete sorolja fel. Ez a jelzés csupán a megfogalmazás eredetét és a szerzői jogokat jelzi, nem szolgál a cikkben szereplő információk forrásmegjelöléseként.

## Kapcsolódó szócikk
- Ausztrália földrajza